# Óscar Aparicio Peláez
Óscar Aparicio Peláez (Madrid, 6 de maig de 1981) és un futbolista madrileny, que juga de porter.

## Trajectòria
Format al planter del Rayo Vallecano, debuta amb el primer equip la temporada 02/03, tot jugant un encontre. Eixe ha estat l'únic partit del porter en les grans categories, ja que la seua carrera ha prosseguit per equips regionals madrilenys. Deixa el Rayo B el 2003, per fitxar per l'Atlético Pinto, on ha romàs fins d'aleshores, tret d'una campanya al San Sebastián de los Reyes (04/05).